# Pinus edulis
Il pino del Colorado  (Pinus edulis Engelm.) è una pianta della famiglia delle Pinaceae, endemica degli Stati Uniti, ove è anche noto con il nome di Pinyon pine.

## Descrizione
È un albero di piccola-media taglia che può raggiungere 10–20 m di altezza e con un tronco sino ad 80 cm di diametro.
È geneticamente correlato con il Pinus monophylla, con cui talora dà luogo a ibridizzazione, nelle aree in cui gli areali delle due specie si sovrappongono (Arizona e Utah). È anche strettamente correlato con il pino del Texas (Pinus remota), ma tra i due areali corre una distanza di oltre 100 km, cosicché non sono noti casi di ibridizzazione.

## Distribuzione
L'areale di questa specie comprende il Colorado, lo Utah, l'Arizona settentrionale, il Nuovo Messico e le Guadalupe Mountains in Texas.
Cresce ad altitudini comprese tra 1400 e 3000 m, formando dense foreste, spesso in associazione con ginepri.

## Usi
I pinoli del P. edulis, che come suggerisce l'epiteto specifico sono commestibili, sono raccolti ampiamente in tutto il suo bacino di distribuzione; in molte aree, il diritto di raccolta dei pinoli è prerogativa delle tribù di nativi americani, per i quali la specie è di notevole importanza economica e culturale.
Il pino del Colorado è anche utilizzato occasionalmente come pianta ornamentale e talora come albero di Natale.
È l'albero simbolo dello stato del Nuovo Messico.